# Tarzan und die Dschungelgöttin
Tarzan und die Dschungelgöttin (Originaltitel: Tarzan’s Peril) ist ein US-amerikanischer Abenteuerfilm von Byron Haskin aus dem Jahr 1951. Grundlage für das Drehbuch waren die Tarzan-Romane von Edgar Rice Burroughs. Uraufgeführt wurde der Film am 13. März 1951. In Deutschland wurde der Film erstmals am 15. Januar 1953 in den Kinos gezeigt. Im deutschen Fernsehen erschien der Film auch unter dem Titel Tarzan rettet die Dschungelkönigin.

## Handlung
Bezirkskommissar Peters und sein Nachfolger Connors sind Gäste bei den Krönungsfeiern von Melmendi, der Herrscherin des Ashuba-Stammes. Peters informiert Connors über Bulam, den brutalen Häuptling der Yorango, dessen Hochzeitsantrag von Melmendi abgewiesen wurde. Außerdem solle Connors auf Händler Acht geben, die den Eingeborenen Alkohol und Waffen verkaufen wollen. Peters ist es unbekannt, dass der Gangster Radijek aus dem Gefängnis ausgebrochen ist und mit seinen Partnern Trask und Andrews eine Ladung Gewehre in die Gegend bringt.
Zur gleichen Zeit hört Tarzan von dem Ausbruch und eilt mit seiner Schimpansin Cheetah zu Peters. Zurück im Baumhaus erzählt der besorgte Tarzan seiner Frau Jane von Radijek, den diese Jahre früher einmal gesund gepflegt hatte. Tarzan und Jane finden heraus, dass Cheetah das Notizbuch des Kommissars hat mitgehen lassen und wollen es am nächsten Tag zurückbringen. Gleichzeitig können Peters und Connors einen von Radijeks Männern abfangen. Um seinen Plan zu verschleiern, lässt Radijek Trask als Missionar auftreten. Trask deklariert die Ladung des Trägers als Bibeln. Der Verdacht des Kommissars schwindet aber nicht. Radijek schießt ihn daraufhin zum Entsetzen von Trask und Andrews nieder. Radijek zwingt Andrews Peters Taschenuhr an sich zu nehmen. Die drei Männer kehren zu ihrem Treck zurück. Als sie später eine Felswand erklimmen müssen, lässt Radijek absichtlich einen Felsbrocken auf Andrews fallen, der ihm ein Bein bricht. Man lässt Andrews zum Sterben zurück, doch der kriecht zu einem nahen Fluss und lässt sich, unterstützt von einigen Zweigen, treiben. Tarzan, Jane und Cheetah sind mit einem Kanu unterwegs und finden den verletzten Andrews, kurz bevor der von Krokodilen angegriffen wird. Tarzan schafft den Bewusstlosen zum Ufer, woraufhin Cheetah die Taschenuhr entdeckt. Tarzan und Jane erkennen die Uhr und bringen Andrews zu einem Arzt. Dann suchen sie den Gouverneur von Randini auf. Der Gouverneur zeigt sich wenig beeindruckt, doch Tarzan ist unruhig und beschließt nachzuforschen.
Währenddessen haben Radijek und Trask den Stamm der Yorango erreicht. Sie tauschen die Waffen gegen Edelsteine ein. In der Nähe stößt Tarzan auf Peters Tropenhelm, der von Kugeln durchlöchert ist. Von einem Baumwipfel aus beobachtet er Bulam und Radijek. Von Liane zu Liane schwingend treibt er die beiden zum Treck, bei dem Trask und einige Yorango-Krieger die Waffen bewachen. Tarzan kann Trask und die Wachen überlisten, wird aber von Radijek niedergeschlagen. Er und Trask werfen Tarzan in den Fluss und sehen, wie Tarzan einen Wasserfall hinabstürzt. Sie glauben, er sei tot. Nachdem Tadijek und Trask das Lager verlassen haben, lässt Bulam das Ashuba-Dorf angreifen.
Der totgeglaubte Tarzan hat den Sturz überlebt und muss sich und ein Elefantenkalb vor einer gigantischen fleischfressenden Pflanze retten. Zusammen mit Cheetah erreicht er das Ashuba-Dorf und rettet den Ashuba-Jungen Nessi vor dem Speerwurf eines Yorango-Kriegers. Tarzan lässt Nessi in das Dorf schleichen, um seine Stammesmitglieder zu befreien, während Bulam und seine Männer schlafen. Tarzan befreit zur gleichen Zeit die schwer bewachte Melmendi. Die befreiten Ashuba ergreifen die Waffen ihrer Feinde und können diese aus dem Dorf vertreiben. Tarzan macht sich an die Verfolgung Radijeks, der feststellen muss, dass seine Dschungelführer geflohen sind. Trask gerät in Panik und wird von Radijek getötet. Radijek erreicht das Baumhaus und will Jane zwingen, ihm zu helfen. Als Tarzan ankommt, nimmt er Jane als Geisel. Er schießt auf Tarzan, der sich lianeschwingend retten kann. Er schwingt zurück zum Haus und stößt Radijek in die Tiefe. Als Tarzan und Jane sich umarmen, verschluckt Cheetah die Taschenuhr und lässt einen Rülpser hören.

## Hintergrund
Das dritte Tarzan-Abenteuer mit Lex Barker in der Titelrolle wurde unter anderem im Death Valley in Kalifornien und am Mount Kenya in Afrika gedreht. Der Film sollte als erster Farbfilm der Tarzan-Reihe erscheinen, doch die Wetterbedingungen in Afrika – es war gerade afrikanischer Winter – zerstörten die Farbrollen des Films. So entschied man sich, wie gewohnt in Schwarzweiß zu filmen.
Virginia Huston war in Barkers drittem Tarzan-Film die dritte Jane-Darstellerin. Für Alan Napier war es der zweite Auftritt in einem Tarzanfilm. Er spielte schon 1949 bei Barkers Tarzan-Debüt Tarzan und das blaue Tal mit, während Edward Ashley bereits in dem Weissmüller-Film Tarzan in Gefahr eine ähnliche Rolle wie hier bekleidet hatte.
Auch für Karl Struss, der 1929 den ersten je vergebenen Kamera-Oscar gewonnen hatte, war es der dritte Tarzan-Film. Die Ausstattung des Films lag in den Händen des Oscar-prämierten John Meehan.

## Kritiken
„Echte Naturkulissen und entspannende Tierszenen heben den Film über den Durchschnitt“, befand das Lexikon des internationalen Films.

## Deutsche Fassung
Die deutsche Synchronfassung entstand 1952 bei der RKO Synchron Abteilung Berlin. In dieser Fassung wurde in einer Szene kurioserweise eine Notiz eingeblendet, die von Waffenlieferungen aus Osteuropa berichtet, obwohl im Film explizit Winchester-Gewehre erwähnt werden.
| Rolle                    | Darsteller        | Synchronsprecher     |
| ------------------------ | ----------------- | -------------------- |
| Tarzan                   | Lex Barker        | Horst Niendorf       |
| Jane                     | Virginia Huston   | Aranka Jaenke-Mamero |
| Radijek                  | George Macready   | Curt Ackermann       |
| Trask                    | Douglas Fowley    | Paul Wagner          |
| Andrews                  | Glenn Anders      | Clemens Hasse        |
| Peters                   | Alan Napier       | Alfred Haase         |
| Bezirksvorsteher Connors | Edward Ashley     | Heinz Petruo         |
| Königin Melmendi         | Dorothy Dandridge | Marion Degler        |
| Barney                   | Walter Kingsford  | Robert Klupp         |
| Bulam                    | Frederick O’Neal  | Eduard Wandrey       |